# 산청 단계리 석조여래좌상
산청 단계리 석조여래좌상(山淸 丹溪里 石造如來坐像)은 대한민국 경상남도 산청군 신등면 단계리에 있는 불상이다.
1972년 2월 12일 경상남도의 유형문화재 제29호 단계리 석조여래좌상으로 지정되었다가, 2018년 12월 20일 현재의 명칭으로 변경되었다.

## 개요
불상이 있는 단계지방은 옛날부터 냇물이 넘쳐서 수해가 자주 일어나므로, 이를 막기 위하여 세운 고려시대의 불상이라고 전해온다. 마멸이 심하여 원 상태를 알기 어려운데, 얼굴 부분은 근처에 있던 것을 옮겨다 붙여 놓았다고 한다.
머리 위에 상투 모양의 머리묶음이 높이 솟아있고 얼굴에는 살이 올라 양감이 풍부한 편이다. 신체는 어깨가 넓고 각이 졌으며 무릎 폭 또한 비교적 넓다. 특히 가슴부분이 발달하여 건장한 체구를 표현하고 있으나, 아쉽게도 오른쪽 부분이 거의 떨어져 나갔다. 옷은 왼쪽 어깨에만 걸쳐 있으며 굵은 옷주름이 뚜렷하게 표현되었는데, 특히 무릎 위의 옷주름은 좌우로 각각 반원형의 곡선을 이루고 있다. 오른손은 떨어져 나가고 없으나 왼손에 약그릇 같은 것을 들고 있는 것으로 보아 약사여래불을 형상화한 것으로 보인다.
대좌(臺座)는 꽃부리가 위로 향한 연꽃무늬를 새긴 상대와 연꽃을 엎어 놓은 모양의 무늬를 새긴 하대만이 남아 있다.
평행선을 이루는 옷주름이라든지 연꽃대좌의 형태와 빈약한 무릎의 표현 등으로 보아 고려시대의 작품으로 추정된다.

## 참고 문헌
- 산청 단계리 석조여래좌상 - 국가유산청 국가유산포털